# 시구사와 케이이치
시구사와 케이이치(일본어: 時雨沢 恵一 1972년~ )는 일본의 라이트 노벨 작가이다. 가나가와현 출신이다. 2000년에 제6회 전격게임소설대상(현 전격소설대상)의 최종 후보작에 올랐던 키노의 여행이 전격hp(電撃hp)에 연재되면서, 작가로 데뷔하게 된다. 이 밖에도 앨리슨, 리리아와 트레이즈 등을 집필했다. 이 소설들은 현재 일본에서는 전격 문고, 한국에서는 NT 노벨에서 출판하고 있다. 이들 작품의 삽화는 모두 쿠로보시 코하쿠가 그린 것이다.
시구사와 작품의 특징은 풍자적인 묘사가 두드러지는 특유의 독특한 세계관 외에, 무엇보다도 매 단행본마다 화제를 낳는 멋들어진 후기가 꼽히고 있다. 심지어 사인회에서 팬들에게 가장 많이 듣는 말이 '앞으로도 멋진 후기 부탁드립니다'라고 할 정도. 자기 작품 외에 전격문고 레이블의 다른 작가의 작품에 후기를 쓴 바도 있다. (이하 작품 목록 참고)
시구사와 케이이치라는 이름은 필명으로, '시구사와'는 총기 메이커인 SIG Sauer에서, '케이이치'는 '서점에 바이크 잡지와 같이 놓여 있던 한 만화의 주인공'(오! 나의 여신님의 모리사토 케이이치로 추정됨)에서 따온 것이다. 한때 한국산 K1 기관단총이라는 설도 있었으나 공식적으로 부인되었다.
최근(2012년 8월 15일)에는 자신의 트위터에서 대한민국의 이명박 대통령의 독도방문과 관련해, 한국인에 대해 온갖 비난과 함께 혐한 선언을 하였으며, 그 과정에서 작가의 조부가 야스쿠니에 안치되어 있다는 사실이 밝혀졌다.
또한, 최근 소드아트 온라인 시리즈의 스핀오프 작품을 담당하고 있어서 이 작품이 해당 작품의 정식 한국어판 발행사인 서울문화사에서 발행될 가능성도 있다.

## 작품 목록

### 본인 명의 작품
- 키노의 여행 キノの旅 -The Beautiful World I ~ XⅥ (일본에서는 2014년 10월 기준, 현재 18권까지 발매.)
  - 학원키노 学園キノ 1 ~ 5
  - (이하 비주얼 노블) 기억의 나라 -Their Memories- 記憶の国 ―Their Memories―
  - 여행자의 이야기 -You- 旅人の話 ―You― - 한정판에는 극장용 애니메이션 '무언가를 시작하기 위하여 -life goes on.-' 수록
  - 나의 나라 -Own Will- わたしの国 -Own Will-- (2007년 12월 발매) - 한정판에는 극장용 애니메이션 '병의 나라 -For You-' 수록
- 앨리슨 アリソン I ~ III (총 4권, 완결)
- 리리아와 트레이즈 リリアとトレイズ I ~ III (총 6권, 완결)
- 멕과 셀론 メグとセロン (총 7권, 완결)

### 참가 작품
- 박살천사 도쿠로 (오카유 마사키, 전격 문고)
  - 4권 - 후기
  - '데스' 撲殺天使ドクロちゃんです (공동작품)
- 바카노 (나리타 료고, 전격 문고)
  - バッカーノ! 1933＜下＞ THE SLASH ～チノアメハ、ハレ～ (7권째) - '중기'

## 같이 보기
- 아스키 미디어 웍스